# Direction générale de service de sécurité des institutions de l’État

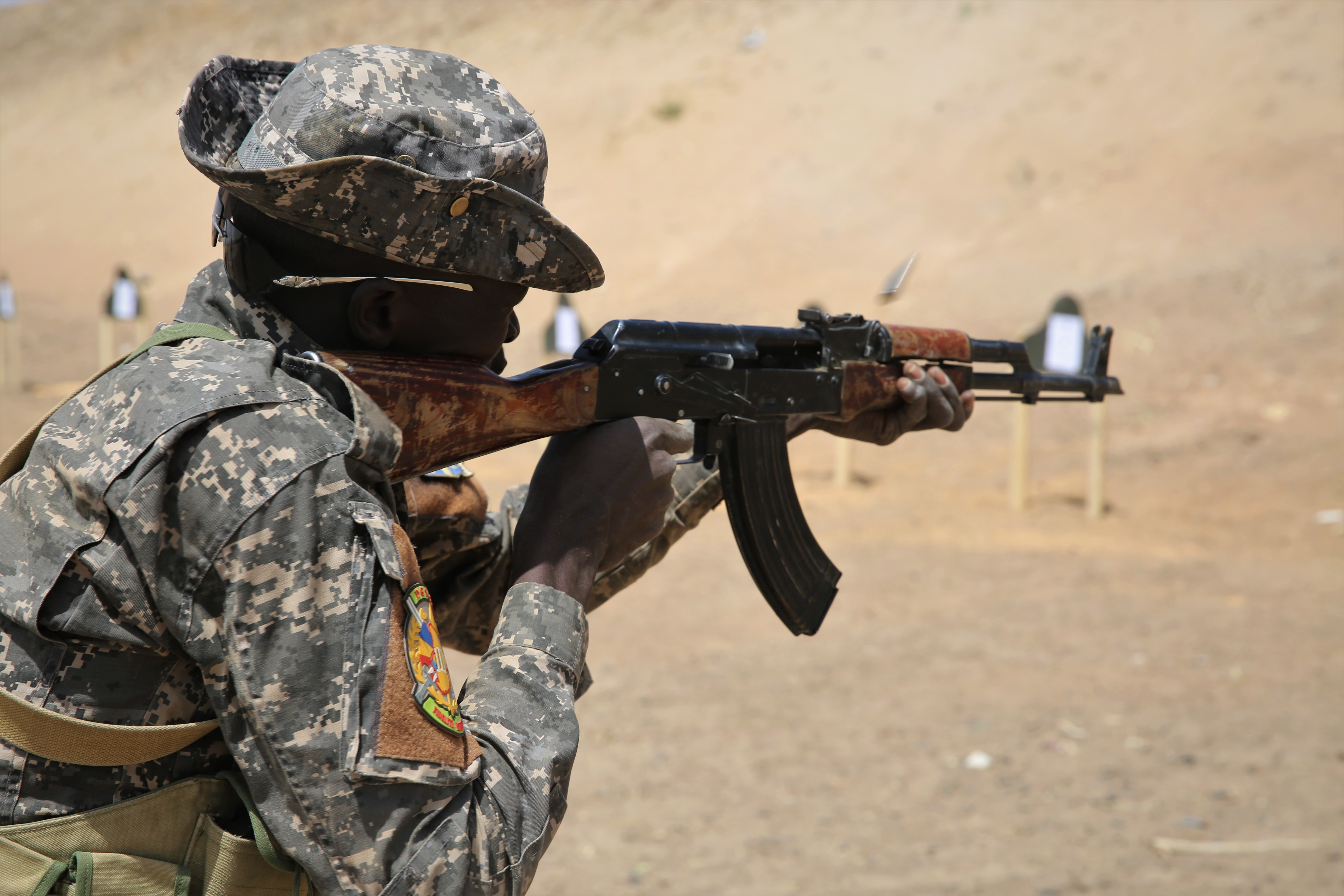
Soldat der DGSSIE bei einer Schießübung

Die Direction générale de service de sécurité des institutions de l’État (DGSSIE) ist eine Einheit der Tschadischen Streitkräfte. Manchmal wird die Einheit auch als Präsidentengarde bezeichnet. Entstanden ist die Einheit 2005, als die Republikanische Garde wegen massenhaften Deserteuren aufgelöst wurde. Die Einheit stellt innerhalb des Militärs eine Eliteeinheit dar, wird besser bewaffnet und zahlt ihren Soldaten einen höheren Sold. Anfänglich soll sie 1640 Soldaten gehabt haben. Sie stellte im Jahr 2019 14.000 Mann.

## Leitung
Im Jahr 2008 war Général de division Dirmi Haroun Kommandant der DGSSIE. Sein Stellvertreter war zu der Zeit Général de brigade Toufa Abdoulaye. 2012 wurde die Garde dann von Géneral Saleh Touma geleitet. Im April 2014 wurde Mahamat Idriss Déby, einer der Söhne von Idriss Déby, als Kommandeur der DGSSIE ernannt.